# Episodi di Mia and Me (quarta stagione)
La quarta stagione di Mia and Me, è arrivata per la prima volta in Italia dal 18 dicembre 2022 al 16 gennaio 2023 in esclusiva su Rai Play.
| nº | Titolo italiano                  | Prima TV Italia  |
| -- | -------------------------------- | ---------------- |
| 1  | Che succede a Centopia?          | 18 dicembre 2022 |
| 2  | L'isola di Zealand               | 18 dicembre 2022 |
| 3  | Nebbia Oscura                    | 18 dicembre 2022 |
| 4  | La terra di Flo                  | 18 dicembre 2022 |
| 5  | L'antica Pozione degli Unicorni  | 18 dicembre 2022 |
| 6  | Missione sulle Scogliere Ventose | 18 dicembre 2022 |
| 7  | La Luna Sfavillante              | 18 dicembre 2022 |
| 8  | Alla ricerca dell'oro liquido    | 18 dicembre 2022 |
| 9  | Seguendo il ritmo                | 18 dicembre 2022 |
| 10 | Il duello dei Pan                | 18 dicembre 2022 |
| 11 | Il muschio di Aurora             | 18 dicembre 2022 |
| 12 | L'unione fa la forza             | 18 dicembre 2022 |
| 13 | Il gioco degli specchi           | 18 dicembre 2022 |
| 14 | L'isola dei Ponycorni            | 12 gennaio 2023  |
| 15 | Arrivano i rinforzi              | 13 gennaio 2023  |
| 16 | Il venditore di inganni          | 16 gennaio 2023  |
| 17 | I giardini segreti               | 16 gennaio 2023  |
| 18 | Incidente tra i ghiacci          | 16 gennaio 2023  |
| 19 | Sotto attacco                    | 16 gennaio 2023  |
| 20 | Avventura sull'Isola di Fuoco    | 16 gennaio 2023  |
| 21 | L'unicorno parlante              | 16 gennaio 2023  |
| 22 | Il piccolo aiutante luminoso     | 16 gennaio 2023  |
| 23 | Un'unica voce                    | 16 gennaio 2023  |
| 24 | L'ultimo ingrediente             | 16 gennaio 2023  |
| 25 | La Pozione dell'Unità            | 16 gennaio 2023  |
| 26 | Il destino di Centopia           | 16 gennaio 2023  |

## Oracoli
78) Un grande calamità distruggerà la terra per sempre, se il bambino venuto da terre lontane e il nuovo amico, portano insieme tre tesori preziosi (Oracolo del film)
79) Oracolo sconosciuto (Alla fine degli eventi film, Mia ha saputo di non poter più ritornare a Centopia. Ma alla fine del film, il bracciale di Mia torna a brillare, segno che la pietra magica ha ricominciato a funzionare. Questo dimostra perché all'inizio della quarta stagione Mia non sembra sorpresa di ritornare a Centopia.)
80) Dove lui non c'era, c'era lei, quello non sa lui, lo sa lei
81) Dai una mano chi ne ha necessità, aiuta gli altri a trovare la libertà
82) Rosa in un minuto, ti servirà più del dovuto
83) Non serve solo per giocare, perché la strada sa indicare
84) Oltre le sette sfumature e tonalità, attende colui che le risposte ha
85) Dove i denti mordono il cielo sui gradini di roccia, con il corno e lo zoccolo di Pietra lei sboccia
86) Cerca il Bocciolo della Luna, che si trova sotto ed è toccato dalla Luna Sfavillante
87) Nelle terre bagnate attenta a dove vai perché se guardi bene l'oro liquido incontrerai
88) Quando all'unisono i tamburi luminosi suoneranno, il collegamento mancante comparirà
89) La musica è la chiave per i frutti dell'albero da trovare
90) Solo quando il cielo notturno si accende, troverai il muschio che di luce risplende
91) Segui il ruscello sotto il tetto fiorito, per trovare ciò che cerchi e salvare chi è smarrito
92) Nel profondo dove si nascondono purezza e beltà, la risposta cristallina diventerà
93) La nuova arrivata un segreto sigilla negli abissi della terra immerso in luce lilla
94) Sulle scogliere piccoli zoccoli stanno scalpitando e il dolce raccolto si va formando, lì una parte di pozione scoprirai, anche se perduta già la crederai
95) Fagioli viola crescono nelle vicinanze, ma attento non farti ingannare dalle apparenze
96) Arriva un sentiero verde dove minuscole ali svolazzano, un tesoro impolverato attende da lontano
97) Quando il ticchettare di un crepaccio ghiacciato sentirai, un dono di radici recuperare tu potrai
98) Quando i versi del drago sentirai, guardati le spalle e dagli occhi capirai
99) Fuoco, ambra e carbone ardente, ti aiuterà un'amica che riporterai alla mente
100) Prima prenditi cura di un piccolo amico ferito poi segui il sentiero galleggiante verso il mondo fiorito
101) Il vapore tra gli alberi devi osservare, la musica nella brezza devi ascoltare
102) Attraverso il campo di spuntoni devi viaggiare, una magica melodia rilascerà meraviglie e bagliori che ti faranno incantare
103) Dove c'erano gli Zottel troverai ciò che manca alla roccia vetrosa attraversata dalla luce stanca
104) Qui sotto il cielo dove il vento canta, tra corni dorati e il tuo miscuglio decanta
105) Il ramo con l'estremità luminosa ti servirà e il nemico vicino al tuo amico ti aiuterà